# Manuel de Aguiar Valim
Manuel de Aguiar Vallim, primeiro e único barão de Aguiar Valim, (Bananal, 4 de abril de 1861 — São Paulo, 5 de janeiro de 1925) foi um proprietário rural brasileiro.
Filho do comendador Manuel de Aguiar Valim e de Domiciana Maria de Almeida Valim, e irmão do barão de Almeida Valim. Casou-se em primeiras núpcias com Eudóxia Rubião, primeira baronesa de Aguiar Valim, e em segundas com Maria da Glória Rebelo, segunda baronesa de Aguiar Valim.
Manuel de Aguiar Valim foi proprietário da fazenda Resgate, uma das maiores produtoras de café do município de Bananal e do estado de São Paulo, concorrendo a nível local com a fazenda Boa Vista. Era ligado ao Partido Conservador e teve paulatinamente sua imagem denegrida com o caso Bracuhy (que envolveu seu sogro Luciano José de Almeida) e a outros escândalos ligados ao tráfico ilegal de de escravos pós 1850.
Recebeu o título de barão por decreto imperial em 16 de setembro de 1884.